# Ровенька
Ровенька — ботанічна пам'ятка природи місцевого значення. Об'єкт розташований на території Надвінянського району Івано-Франківської області, Зарічанське лісництво, квартал 7, виділ 8.
Площа — 4,0000 га, статус отриманий у 1993 році.